# Sentana violascens
Sentana violascens är en fjärilsart som beskrevs av M.Gaede 1930. Sentana violascens ingår i släktet Sentana och familjen tandspinnare. Inga underarter finns listade i Catalogue of Life.